# Cryptorhopalum orbiculosum
Cryptorhopalum orbiculosum is een keversoort uit de familie spektorren (Dermestidae). De wetenschappelijke naam van de soort werd in 1881 gepubliceerd door Edmund Reitter.